# Моррисон (округ)
Мо́ррисон (англ. Morrison County) — округ в штате Миннесота, США. Административный центр и крупнейший город — Литл-Фолс. По переписи 2000 года в округе проживают 31 712 человек. Площадь — 2987 км², из которых 2912,3 км² — суша, а 74,7 км² — вода. Плотность населения составляет 11 чел./км².

## История
Округ был основан в 1856 году.